# Horst Ochs
Horst Ochs (* 10. März 1931 in Elbing; † 28. November 2002 in Bremen) war ein deutscher Gewerkschaftler, Politiker (Arbeit für Bremen und Bremerhaven (AFB)) und Mitglied der Bremischen Bürgerschaft.

## Biografie
Ochs war als Verwaltungsangestellter bis 1994 bei der Bremer Wollkämmerei (BWK) in Bremen-Nord tätig und zeitweise Mitglied des Betriebsrates und des Kulturkreises der BWK. Er war verheiratet.
Der parteilose Ochs trat 1995 in die neu gegründete AFB ein, eine konservative und unzufriedene Abspaltung der SPD, die erfolgreich (10,7 %, 12 Mandate) unter Führung von Friedrich Rebers und Werner Lenz für die Bürgerschaft kandidierte. Die AFB löste sich 2002 wieder auf.
Von 1995 bis 1999 war er Mitglied der 14. Bremischen Bürgerschaft und Mitglied verschiedener Deputationen, u. a. für Soziales und Jugend, für Sport sowie Vorsitzender des Petitionsausschusses. Er war sozialpolitischer Sprecher der AFB. In der Bürgerschaft setzte er sich für eine bessere Ausstattung des Bürger- und Sozialzentrums Huchting (BUS) ein, für eine baldige Verlängerung der Bundesstraße 74 und für die Stärkung des Stadtteilzentrums in Blumenthal. Bei der für die AFB erfolglosen Wahl von 1999 (2,4 %) hatte er auf Listenplatz 5 kandidiert.
In den 1960er bis 1990er Jahren war er Mitglied und zeitweise von 1982 bis 1999 Vorsitzender der Ortsgruppe Bremen-Nord und ab 1993 Vorstand des Bezirksverbandes Land Bremen der Deutschen Angestellten Gewerkschaft (DAG) und er war Rechnungsführer der Landesorganisation der DAG.
Um 1983 beteiligte er sich an einem Arbeitskreis für die Belange von Bremen-Nord; daraus wurde der Nordbremer Wirtschafts- und Strukturrat (WIR). Er gehörte von 1991 bis 1994 dem Gesprächskreis Regionale Strukturpolitik für Bremen-Nord an.